# Cemitério Evangélico-Augsburgo

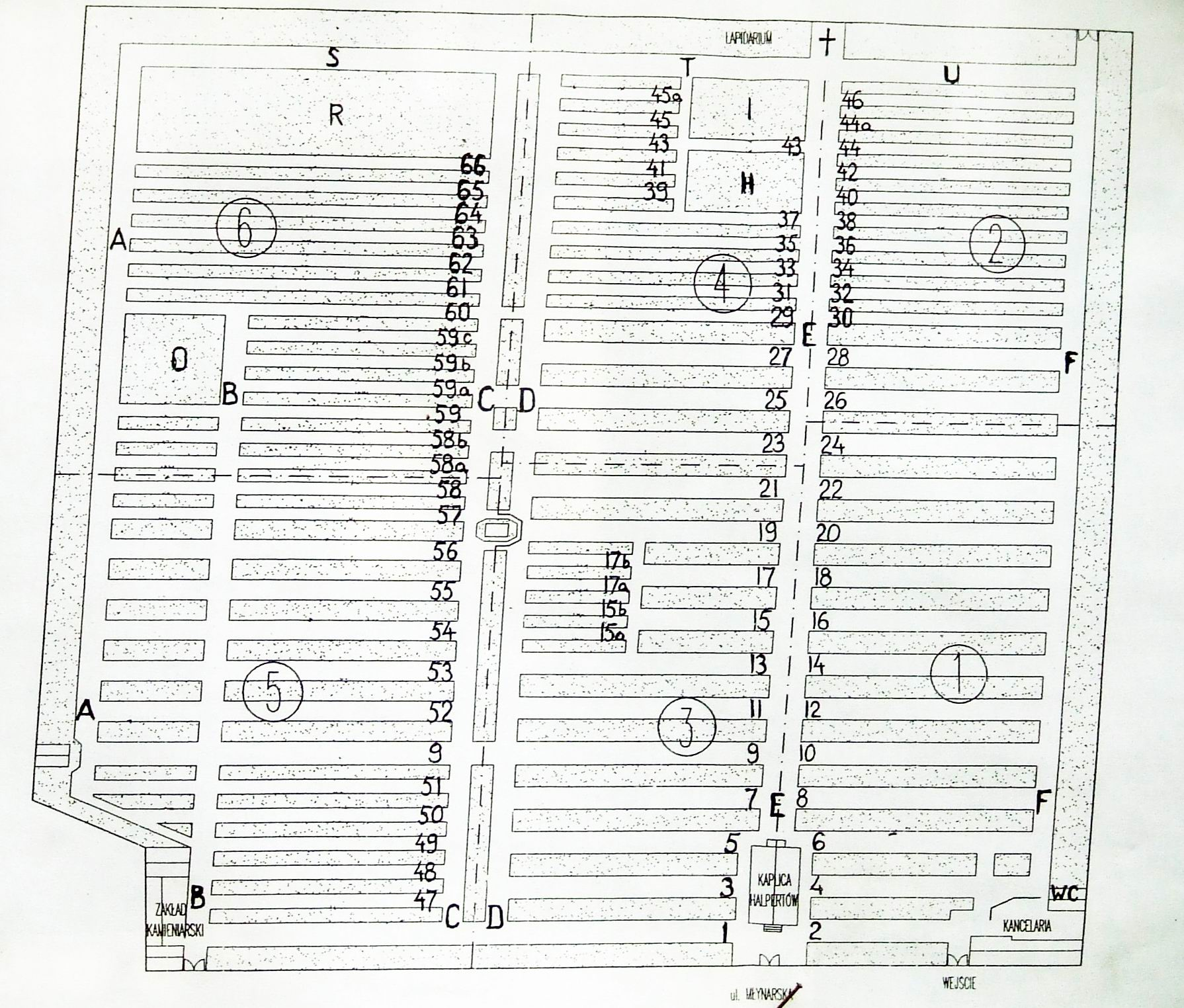
Mapa do cemitério

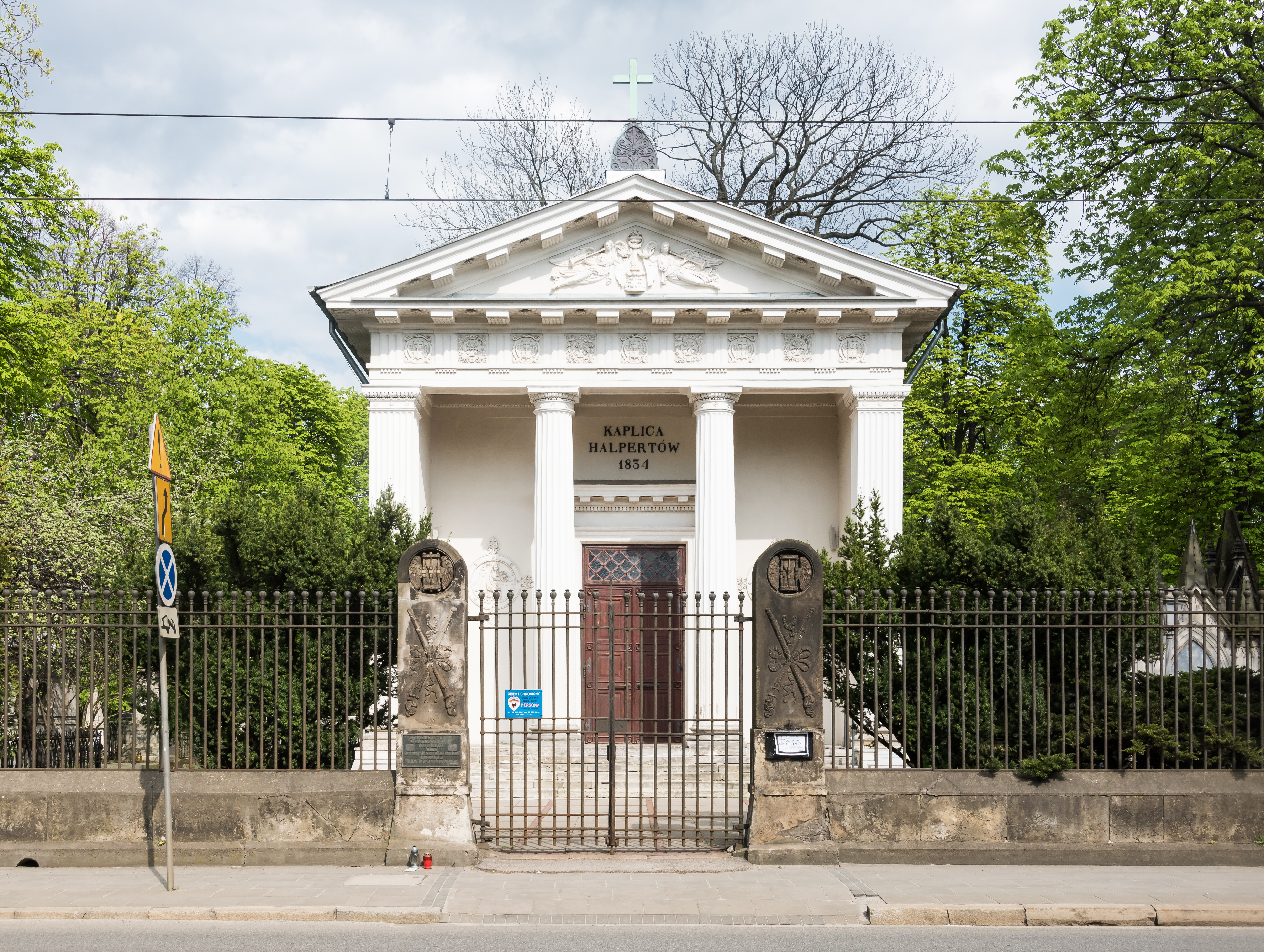
Capela sepulcral da Família Halpert (1835)

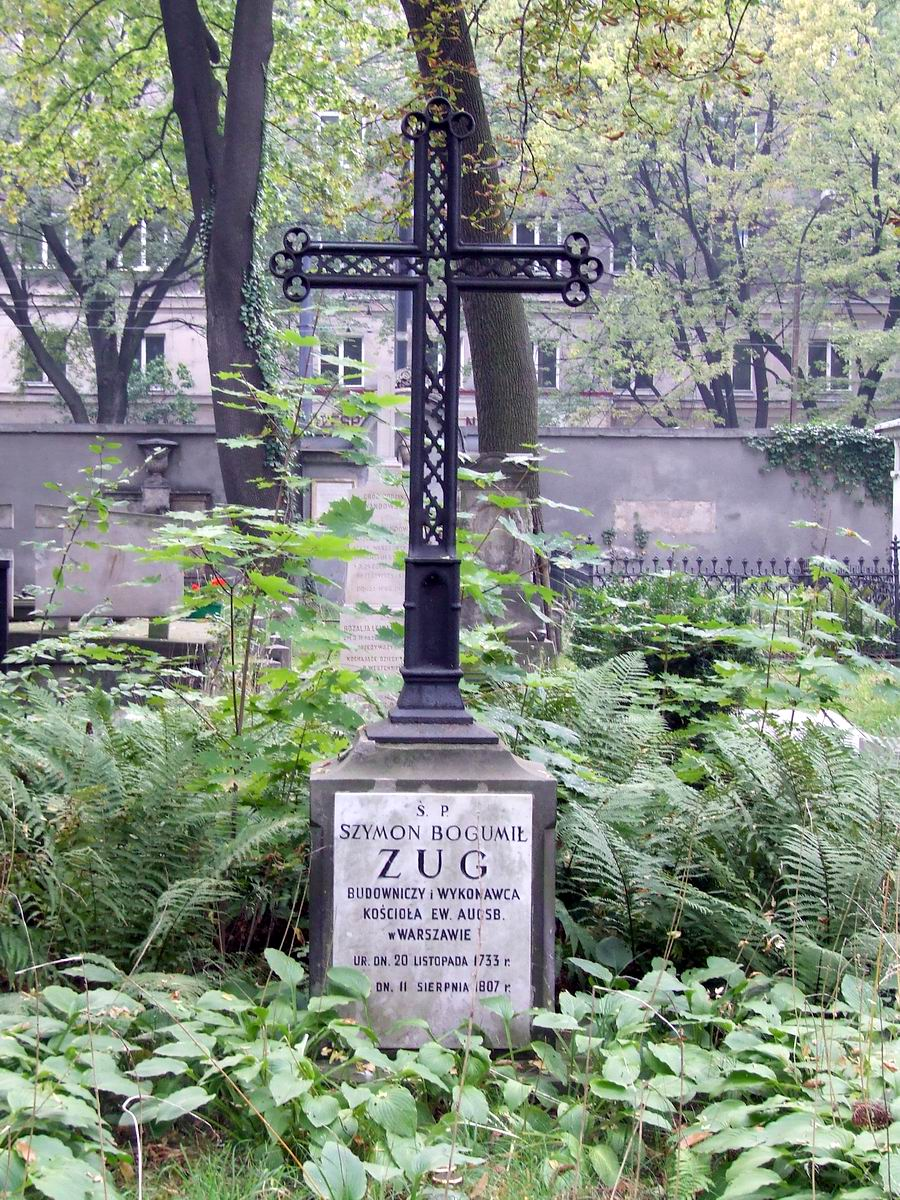
Sepultura de Simon Gottlieb Zug

O Cemitério Evangélico-Augsburgo em Varsóvia, Polônia, foi projetado no final do século XVIII pelo arquiteto alemão Simon Gottlieb Zug e inaugurado em 2 de maio de 1792 no distrito de Wola, Varsóvia. Originalmente ocupando uma área de 4,5 ha, localizado na Rua Młynarska 54-58, tem atualmente uma área total de 6,6 ha.
Uma das tumbas mais significativas do cemitério, atual tombado, é a capela sepulcral da família Halpert, construída em 1835 e projetada pelo arquiteto Adolf Gregor Franz Schuch.
Nos mais de dois séculos desde a sua abertura, cerca de 100.000 mortos foram enterrados no cemitério. Durante a Segunda Guerra Mundial o cemitério foi palco de batalhas. O cemitério é adjacente ao norte com o pequeno e abandonado Cemitério Caucasiano-Islâmico, cuja área foi vendida pela Igreja Evangélica-Augsburgo da Polônia para a comunidade islâmica da cidade.
Os monumentos sepulcrais seculares do cemitério precisam de renovação urgente. Na década de 1970 foi criado um comitê de cidadãos para esse fim, que trata do resgate das tumbas artística e historicamente particularmente valiosas. Todos os anos, por ocasião do Dia de Todos-os-Santos e do Dia de Finados, em 1 e 2 de novembro, são coletadas doações para a renovação de valiosas esculturas do cemitério por conhecidos atores, escritores e jornalistas. De 1984 a 1999 foram renovadas 180 tumbas.

## Sepultamentos selecionados
- Stanisław Brun (1830–1912), empresário
- Józef Banek (1899–1989), Justos entre as nações
- Juliusz Bursche (1868–1942), bispo evangélico, assassinado em 1942 em Moabit ou Sachsenhausen
- Theodor Bursche (1893–1965), arquiteto
- Adolf Daab (1872–1924), empresário
- Ryszard Danielczyk (1904–1943), pastor evangélico na Pomerânia e Alta Silésia
- Dawid Flamm (1793–1876), ginecologista
- Joanna Flatau (1928–1999), psiquiatra
- Antoni Freyer (1845–1917), farmacêutico
- Jan Bogumił Freyer (1778–1828), médico
- Jan Karol Freyer (1808–1867), médico
- Karl August Freyer (1801–1883), compositor
- Jan Jakub Gay (1801–1849), arquiteto
- Gustaw Adolf Gebethner (1831–1901), livreiro
- Wojciech Gerson (1831–1901), pintor
- Michael Gröll (1722–1798), livreiro
- Andrzej Hausbrandt (1923–2004), crítico de teatro
- Teodor Hertz (1822–1884), compositor
- Jan Kacper Heurich (1834–1887), arquiteto
- Stanisław Janicki (1872–1939), político, ministro
- Herman Jung (1818–1890), cervejeiro
- Edward Jürgens (1827–1863), combatente da liberdade
- Jerzy Kahané (1901–1941), pastor evangélico
- Jan Chrystian Kamsetzer (1753–1795), arquiteto do paço do rei Estanislau II Augusto da Polônia
- Edward Kłosiński (1943–2008), Cinegrafista
- Piotr Königsfels (zm. 1799), Kommandant des Königlichen Pagenregimentes
- Tadeusz Kotula (1923–2007), historiador
- Gabriela Kownacka (1952–2010), atriz
- Samuel Bogumił Linde (1771–1847), linguista
- Marek Leykam-Lewiński (1908–1983), arquiteto
- Lech Ludwik Madaliński (1900–1973), ator
- Karol Henryk Martens (1868–1948), engenheiro
- Włodzimierz Missol (1904–1986), pastor evangélico
- Franciszek Ludwik Neugebauer (1856–1914), ginecologista
- Ludwig Adolf Neugebauer (1821–1890), ginecologista
- Jan Precigs (1921–2003), cantor de opereta
- Jan Rosen (1854–1936), pintor
- Jan Rossman (1916–2003), engenheiro
- Konstanty Schiele (1817–1866), cervejeiro
- Adolf Schimmelpfennig (1834–1896), arquiteto
- Adolf Scholtze (1833–1914), empresário
- Johann Adolf Schroeder (1789–1860), médico
- Gustav Adolph Sennewald (1804–1860), livreiro
- Emil Sokal (1851–1928), engenheiro)
- Franciszek Sokal (1881–1932), ministro
- Ludwik Spiess (1820–1896), empresário (indústria farmacêutica)
- Jan Sunderland (1891–1979), fotógrafo, crítico de arte
- Michał Szubert (1787–1860), botânico
- Johann Christian Schuch (1752–1813), paisagista e jardineiro da corte
- Jan Maciej Hipolit Szwarce (1811–1884), insurgente
- Ryszard Trenkler (1912–1993), pastor da Igreja da Trindade
- Wilhelm Troszel (1823–1887), cantor de ópera e compositor
- Jan Krystian Ulrich (1809–1881), arquiteto de jardins
- Zygmunt Vogel (1764–1826), pintor, desenhista, arquiteto
- Jan Walter (1934–1995), pastor evangélico
- Ewa Walter (1938–2006), sua mulher
- Emil Wedel (1839–1919), empresário (confeiteiro)
- Edward Wende (1830–1914), editor
- Edward Wende (1874–1949), pastor evangélico
- Edward Wende (1936–2002), advogado, político
- Bogdan Wnętrzewski (1919–2007), arquiteto, einer der ersten Gefangenen von Auschwitz-Birkenau
- Wiesław Wernic (1906–1986), escritor
- Simon Gottlieb Zug (1733–1807), arquiteto